# Nezouh
Nezouh ist ein Spielfilm von Soudade Kaadan aus dem Jahr 2022. Das Drama stellt ein junges arabisches Mädchen in den Mittelpunkt, das sich vor dem Hintergrund des Bürgerkriegs in Syrien von ihrem Vater zu emanzipieren beginnt. Die Hauptrolle übernahm Hala Zein.
Die internationale Koproduktion zwischen dem Vereinigten Königreich, Syrien und Frankreich wurde am 3. September 2022 bei den Internationalen Filmfestspielen von Venedig uraufgeführt.

## Handlung
Damaskus während des Bürgerkriegs: Der Vater von Zeina hat beschlossen, mit seiner Familie im Haus im belagerten Stadtgebiet zurückzubleiben. Motaz möchte nicht seine Heimat verlassen und als Flüchtling im Ausland leben. Als eines Tages bei Gefechten ein riesiges Loch in das Dach des Gebäudes gerissen wird, verbringt das 14-jährige Mädchen erstmals die Nacht unter freiem Himmel. Zuvor war es ihr noch nicht einmal erlaubt, allein ein Fenster zu öffnen. Die Familie versucht die durch Angriffe entstandenen Löcher in den Wänden notdürftig mit Bettlaken zu verdecken. Ihr Zuhause ähnelt bald einem grotesken Zelt.
Zeina macht in der Folge die Bekanntschaft mit Amer, einem Jungen aus der Nachbarschaft. Dieser lässt ein Seil durch die Öffnung im Dach herunter. Zeina hat so die Möglichkeit, einen ersten Eindruck von Freiheit zu gewinnen. Doch ihre Mutter Hala und sie stehen vor dem Dilemma, ob sie weiter beim Vater bleiben oder Syrien verlassen sollen. Es kommt zum Streit in der Familie. Motaz versucht alles, um Ehefrau und Tochter bei sich zu behalten, auch als die Kämpfe um Damaskus noch heftiger werden.

## Entstehungsgeschichte

### Biografischer Hintergrund und Drehbuchentwicklung
Nezouh ist der vierte Langfilm der in Frankreich geborenen syrischen Dokumentar- und Spielfilmregisseurin Soudade Kaadan. Sie studierte in Syrien und im Libanon und begann dann im Auftrag für unter anderem Al Jazeera und UNICEF Filme zu produzieren und zu drehen. Bereits ihr preisgekröntes Spielfilmdebüt The Day I Lost My Shadow (2018) hatte sich des Krieges in Syrien als Thema angenommen, wofür sie beim Filmfestival von Venedig den Preis für das beste Erstlingswerk erhalten hatte. Nezouh ist autobiografisch geprägt. Gemeinsam mit ihrer Schwester erlebte Kaadan Bombenangriffe auf das Stadtgebiet von Damaskus, in dem sie zu jener Zeit wohnte. Sie beschreibt die dortige Gesellschaft rückblickend selbst in liberalen Kreisen als konservativ. Dennoch hatte die durch den Krieg verursachte Flüchtlingswelle laut Kaadan auch einen positiven Nebeneffekt – es sei zum ersten Mal normal gewesen, dass junge Frauen aus Damaskus allein leben und sich von ihren Familien trennen konnten. „Ich und viele meiner Freundinnen fingen an, Entscheidungen zu treffen, die wir vorher nie getroffen hätten. Jetzt gibt es leider keine Gesellschaft mehr [...]“, so Kaadan. Sie verließ gegen Ende des Jahres 2012 Damaskus, nachdem die Bombeneinschläge auch ihr Wohngebiet erreicht hatten.
Kaadan legte ihr Drehbuch zu Nezouh als allegorische Geschichte der weiblichen Emanzipation inmitten des Syrienkonflikts in Damaskus an. Das Werk soll nicht nur dramatische, sondern auch humorvolle Elemente beinhalten. Eigenen Angaben zufolge habe die Filmemacherin sieben Jahre gebraucht, um Geschichten über den Krieg, Flüchtlinge und das Exil mit Humor zu verbinden. Der Titel des Films spielt auf das arabische Wort für die „Vertreibung von Menschen, Wasser und Licht“ an.

### Weitere Förderung, Dreharbeiten und Postproduktion
Mit Nezouh war Kaadan Teilnehmerin am Förderprogramm L’Atelier der Sektion Cinéfondation des Filmfestivals von Cannes 2019. Ebenfalls unterstützt wurde das Projekt vom Torino Film Lab und Doha Film Institute. Die Dreharbeiten fanden in der Türkei statt. Als Kameraleute fungierten die preisgekrönte Französin Hélène Louvart sowie Burrak Kanbir. Produziert wurde der Film von Kaadans Unternehmen Zajal Productions gemeinsam mit Yu-Fai Suen für die Berkeley Media Group und Marc Bordur für Ex Nihilo. Aus dem Vereinigten Königreich kam unter anderem finanzielle Unterstützung vom British Film Institute (BFI) und von Film4.
Spätestens ab Mai 2022 befand sich der Film in der Postproduktion.
Für die internationalen Verwertungsrechte war die französische Gesellschaft mk2 Films zuständig. Sie bot im Jahr 2022 die Rechte für Nezouh beim European Film Market von Berlin und Marché du film von Cannes an. Die Verwertungsrechte in der arabischen Welt sicherte sich Mad Solutions.

## Veröffentlichung
Die Premiere von Nezouh erfolgte am 3. September 2022 beim Filmfestival von Venedig, wo Kaadans Regiearbeit in die Sektion Orizzonti Extra eingeladen wurde. Ebenfalls ist eine Präsentation Anfang Oktober beim London Film Festival geplant.
Ein genauer Kinostart ist noch nicht bekannt. In Frankreich soll Nezouh im Verleih von Pyramide Films in die Kinos kommen.

## Auszeichnungen
Im Rahmen der Sektion Orizzonti Extra gewann Nezouh beim Filmfestival von Venedig den Publikumspreis der Sektion sowie den Lanterna Magica Award der Associazione Nazionale Cinecircoli Giovanili Socioculturali (C.G.S.). Darüber hinaus folgte eine Nominierung für den Hauptpreis des Filmfestivals von London.
Noch vor Beginn der Dreharbeiten gewann das Projekt 2018 auf der Berlinale den Baumi Award für Drehbuchentwicklung sowie den ArteKino International Prize der Sektion Cinéfondation des Filmfestivals von Cannes 2019.